# Lauzerville
Lauzerville är en kommun i departementet Haute-Garonne i regionen Occitanien i södra Frankrike. Kommunen ligger i kantonen Lanta som tillhör arrondissementet Toulouse. År 2022 hade Lauzerville 1 606 invånare.

## Befolkningsutveckling
Antalet invånare i kommunen Lauzerville
Referens:INSEE